# Upowszechnianie postępu w rolnictwie
Uzasadnienie:  Pojęcia wydają się toższame, wystarczy jeden artykuł o postępie w rolnictwie
Upowszechnianie postępu w rolnictwie – proces przekazywania wiedzy, umiejętności, zdolności poznawczych, a także kształtowania zainteresowań i doskonalenia działalności praktycznej. Upowszechnianie postępu w rolnictwie polskim zdeterminowane jest właściwościami rolnictwa jako działu gospodarki narodowej, odbywającej się na dużych przestrzeniach, przy rozproszeniu terytorialnym, a jednocześnie przy dużej liczby podmiotów działających w sferze rolnictwa oraz jednostek organizacyjnych zainteresowanych wdrażaniem swoich produktów i doświadczeń.

## Pojęcie upowszechnianie postępu w rolnictwie
Według Czesława Maziarza – upowszechnianie postępu w rolnictwie obejmuje swoim zakresem:
- podnoszenie kwalifikacji zawodowych rolników i kadry inżynieryjno-technicznej;
- przekazywanie aktualnych wiadomości o nowych osiągnięciach nauk rolniczych i wytworach przemysłu obsługującego rolnictwo;
- kierunki i zasady polityki rolnej;
- popularyzowanie wiedzy, rozpowszechnianie informacji naukowej i technicznej;
- udzielanie rolnikom fachowej pomocy w racjonalnym kierowaniu gospodarstwem rolnym;
- podejmowanie działań mających na celu praktyczne wprowadzenie różnorodnych elementów postępu gospodarczego i kulturalnego.

Według Wenancjusza Kujawińskiego – działalność upowszechnieniowa to sterowany przez publiczne rolnicze organizacje doradcze przekaz innowacji od źródła ich powstania do miejsca pełnego ich zastosowania w gospodarstwach rolników. Do zadań działalności upowszechnieniowej należy:
- udostępnianie rolnikom informacji o innowacjach;
- organizacja i realizacja właściwych form kształcenia w ramach procesu szkolenia zawodowego pozwalających pogłębić wiadomości o innowacjach;
- przygotowanie rolników do praktycznego ich zastosowania

## Charakterystyka upowszechniania postępu w rolnictwie
Powstające przed I wojną światową na ziemiach polskich stowarzyszenia i towarzystwa rolnicze, stawiały przed sobą za cel szerzenie wiedzy i postępu rolniczego. Realizacja celów i zadań przyjmowała postać pogadanek, szkoleń czy spotkań; a ponadto podejmowania działalności wydawniczej w postaci czasopism rolniczych, broszur, kalendarzy, ulotek czy plakatów. Funkcję propagatorską spełniały wystawy, głównie zwierząt gospodarskich oraz rolnicze stacje doświadczalne, które w zakresie swojego działania zachęcały rolników do uprawy nowych roślin czy pokazywały nowe sposoby hodowli zwierząt.
Odnotowano także zręby edukacji rolniczej w postaci szkolnictwa typu wyższego (Dublany, Żabikowo, Puławy), poprzez szkolnictwo średnie (Czernichów, Bojanowo, Sobieszyn), do szkolnictwa typu niższego (Pszczelin, Kruszynek, Mirosławiec, Sokołówek itp.
W okresie międzywojennym upowszechnianie postępu rolniczego opierało się na izbach rolniczych, kółkach rolniczych, kołach gospodyń wiejskich, spółdzielczości rolniczej, stacjach doświadczalnych oraz na szkolnictwie rolniczym 5).
W ramach ludowych szkół rolniczych nauczyciel zawodu w okresie zimowych nauczał, natomiast w okresie wiosenno-letnim wcielał się w rolę agronoma społecznego. Upowszechnianie postępu rolniczego obejmowało wszelkie poczynania oświatowe, zawodowe i gospodarcze, które zmierzały do unowocześnienia rolnictwa i utrzymanie produkcji rolniczej na określonym poziomie.

## Upowszechnianie postępu w rolnictwie w ramach polityki rolnej z 1956.
Reaktywowanie kółek rolniczych, kół gospodyń wiejskich, spółdzielczości rolniczej, a także służby agronomicznek sprzyjało procesowi upowszechnianiu postępu rolniczego. Ogólny nadzór i koordynację nad upowszechnianiem postępu rolniczego sprawowało Ministerstwo Rolnictwa. Jednostkę koordynująca stanowił resortowy ośrodek informacji przy Centralnej Bibliotece Rolniczej. Badania naukowe były popularyzowane przez zakłady upowszechniania postępu rolniczego w ramach branżowych ośrodków informacji w instytutach naukowo-badawczych. Natomiast przy wyższych szkołach rolniczych powstały ośrodki rozwoju postępu technicznego.
Uchwałą Rady Ministrów z 1956 r. przy prezydiach wojewódzkich radach narodowych powołano rolnicze rady naukowo-techniczne.
Do zakresu działania rady naukowo-technicznej należało:
- dokonywanie oceny stanu rolnictwa i jego rezerw oraz ustalanie podstawowych środków niezbędnych do podniesienia produkcji rolnej danego rejonu;
- dokonywanie oceny kierunków i wyników prac naukowo-badawczych oraz skuteczności propagandy rolniczej z punktu widzenia potrzeb rozwoju rolnictwa;
- opiniowanie projektów planów naukowo-badawczych, gospodarczo-finansowych i inwestycyjnych oraz sprawozdań RRZD z działalności zakładu i wyników corocznych badań;
- opiniowanie projektów zastosowania w praktyce osiągnięć nauki, doświadczeń innych rejonów oraz przodujących doświadczeń praktyki;
- opiniowanie projektów planów doszkalania pracowników nauki.

Celem wdrażania nauki i dostosowania jej do potrzeb praktyki rolniczej, na wniosek Ministra Rolnictwa powołano szereg specjalistycznych stacji, jak:
- stacja oceny odmian;
- stacje kontroli użytkowości zwierząt;
- stacje chemiczno-rolnicze;
- stacje ochrony roślin;
- zakłady unasieniania zwierząt;
- stacje oceny nasion;
- zakłady higieny weterynaryjnej.

Na szczeblu powiatu za upowszechnianie postępu uczyniono agronoma gromadzkiego (potem agronoma gminnego), zatrudnionego w powiatowym związku kółek rolniczych (w gminie).
W upowszechnianiu postępu rolniczego brały udział:
- służby poradnictwa surowcowego spółdzielczości mleczarskiej;
- służby surowcowo-plantacyjne przemysłu rolno-spożywczego; –
- służby organizatorów obsługi rolnictwa gminnych spółdzielni „Samopomoc Chłopska”.

## Współczesny kształt upowszechniania postępu w rolnictwie
Kierunki upowszechniania postępu w rolnictwie ustala Minister Rolnictwa i Rozwoju Wsi za pośrednictwem Centrum Doradztwa Rolniczego.
Do zadań Centrum Doradztwa Rolniczego należy:
- tworzenia i prowadzenia centralnego systemu informacji i bazy danych na potrzeby doradztwa rolniczego;
- organizowanie szkolenia, pokazów, seminariów i konferencji oraz inne przedsięwzięcia w zakresie rozwoju rolnictwa i obszarów wiejskich oraz rolnictwa ekologicznego;
- koordynuje zadania w zakresie rolnictwa ekologicznego wykonywane przez wojewódzkie ośrodki doradztwa rolniczego;
- upowszechnia wyniki badań naukowych w praktyce rolniczej.

## Zadania wojewódzkich ośrodków doradztwa rolniczego
Z kolei do zadań wojewódzkich ośrodków doradztwa rolniczego w zakresie upowszechniania postępu rolniczego należy:
- prowadzenie działalności informacyjnej wspierającą rozwój produkcji rolniczej;
- prowadzenie działalności w zakresie podnoszenia kwalifikacji zawodowych rolników i innych mieszkańców obszarów wiejskich;
- upowszechniania metod produkcji rolniczej i stylu życia przyjaznych dla środowiska;
- podejmowania działania na rzecz zachowania dziedzictwa kulturowego i przyrodniczego wsi, ekologicznego i funkcjonalnego urządzania gospodarstwa rolnego;
- upowszechniania rozwoju agroturystyki i turystyki wiejskiej oraz prowadzą promocję wsi jako atrakcyjnego miejsca wypoczynku;
- współdziałania w realizacji zadań wynikających z programów rolnośrodowiskowych oraz programów działań mających na celu ograniczenie odpływu azotu ze źródeł rolniczych;
- prowadzenia analizy przemian w zakresie poziomu i jakości produkcji rolniczej i funkcjonowania gospodarstw rolnych oraz upowszechniają wyniki tych analiz w pracy doradczej.

## Upowszechnianie postępu rolniczego przez Ministra Rolnictwa i Rozwoju Wsi
Do upowszechniania postępu rolniczego zobowiązane były jednostki organizacyjne podległe i nadzorowane przez Ministra Rolnictwa i Rozwoju Wsi, w tym:

### Jednostki organizacyjne podległe Ministrowi Rolnictwa i Rozwoju Wsi
Jednostki organizacyjne podległe Ministrowi Rolnictwa i Rozwoju Wsi mają wpisane do swoich statutów zadania wdrażania i upowszechniania postępu w rolnictwie. Wśród nich
- Główny Inspektor Jakości Handlowej Artykułów Rolno-Spożywczych;

- Główny Inspektor Ochrony Roślin I Nasiennictwa;
- Główny Inspektor Weterynarii;
- Krajowe Centrum Hodowli Zwierząt;
- Krajowa Stacja Chemiczno-Rolnicza.

### Jednostki organizacyjne nadzorowane przez Ministra Rolnictwa i Rozwoju Wsi
Jednostki organizacyjne nadzorowane przez Ministrowi Rolnictwa i Rozwoju Wsi mają wpisane do swoich statutów zadania wdrażania i upowszechniania postępu w rolnictwie. Wśród nich
- Agencja Restrukturyzacji i Modernizacji Rolnictwa;
- Centralny Ośrodek Badania Odmian Roślin Uprawnych;
- Krajowy Ośrodek Wsparcia Rolnictwa;
- rolnicze instytuty naukowo-badawcze;
- szkoły rolnicze.